# Ligne de Oust à Aulus-les-Bains
La ligne de Oust à Aulus-les-Bains, est une ancienne ligne de chemin de fer secondaire électrifiée à voie métrique, qui a fonctionné dans le Haut-Salat pour la vallée du Garbet, en Ariège.

## Histoire
Ainsi que la ligne de Saint-Girons à Castillon et à Sentein à traction électrique, cette ligne a été créée par la Société anonyme du gaz et de l'électricité de Saint-Girons, reprise à partir de 1923 par la Société des tramways électriques de l'Ariège.
Pesant 6 tonnes, l'automotrice électrique a été transportée de Saint-Girons à Oust sur un char tiré par quatre paires de bœufs.
La ligne a été ouverte en 1914 et a fonctionné jusqu'en 1933 avec une suspension d'activité de 1915 à 1922.
Concurrencée par le développement du trafic automobile et surtout par la mise en service d'autocars, bien plus rapides et moins onéreux pour l'exploitant, la ligne est définitivement fermée en 1933.

## Caractéristiques
Longue de 16 km, la ligne était installée en bordure du grand chemin 32 longeant le Garbet, sans obstacle majeur.
Le tramway électrique desservait les communes d'Oust, Ercé et Aulus-les-Bains et quelques hameaux sur la ligne, la finalité principale étant de faciliter l'accès des touristes et surtout des curistes aux établissement thermaux d'Aulus.
La ligne devait se raccorder à la ligne internationale de Saint-Girons à Lérida, déclarée d’utilité publique le 22 août 1881 mais jamais terminée malgré d'importants travaux réalisés dans les gorges de la Ribaute.

## Exploitation
La ligne était desservie par deux allers-retours quotidiens avec un troisième en soirée lors de la foire de Seix, et ses 16 kilomètres étaient parcourus en une heure et quart. Néanmoins, elle représentait un progrès important puisque, jusqu'alors, la plupart des déplacements s'effectuaient à pied.

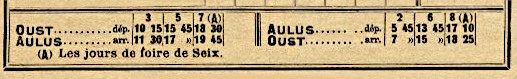
Horaires de la ligne en mai 1932 - inchangés au moins depuis 1929.

## Vestiges
S'il semble qu'aucune gare n'ait été réellement construite à Oust dans l'attente de la ligne de Saint-Girons à Lérida, définitivement abandonnée en 1933, les anciennes gares d'Ercé (propriété communale) et d'Aulus (propriété privée) ont été conservées et entretenues.